# Слабински, Бритт
Бритт Келли Слабински (англ. Britt Kelly Slabinski, род. 1 декабря 1969, Нортгемптон, штат Массачусетс) — офицер отряда SEAL ВМС США, кавалер Медали Почёта (24 мая 2018 года), награждённый медалью за свои действия в битве за гору Такур-Гар в Афганской войне. Участник операции по спасению попавшей в плен рядовой Армии США Джессики Линч.

## Ранние годы
Слабински родился в Нортгемптоне (штат Массачусетс). 9 марта 1984 года, в возрасте 14 лет он получил высший по рангу статус в бойскаутском движении США — статус «орла».

## Воинская служба
Окончив профессиональную и сельскохозяйственную школу Смита в 1988 году, Слабински поступил на службу в ВМС США, прибыв на сборы в Орландо (Флорида). В 1989 году он окончил курсы радистов класса «A» в Сан-Диего (Калифорния), освоив основы военно-морской связи, после чего прошёл отбор в военно-морской спецназ SEAL и был принят на курсы подводных подрывников SEAL на базе ВМС Коронадо. В январе 1990 года он окончил курсы в составе 164-го выпускного класса.

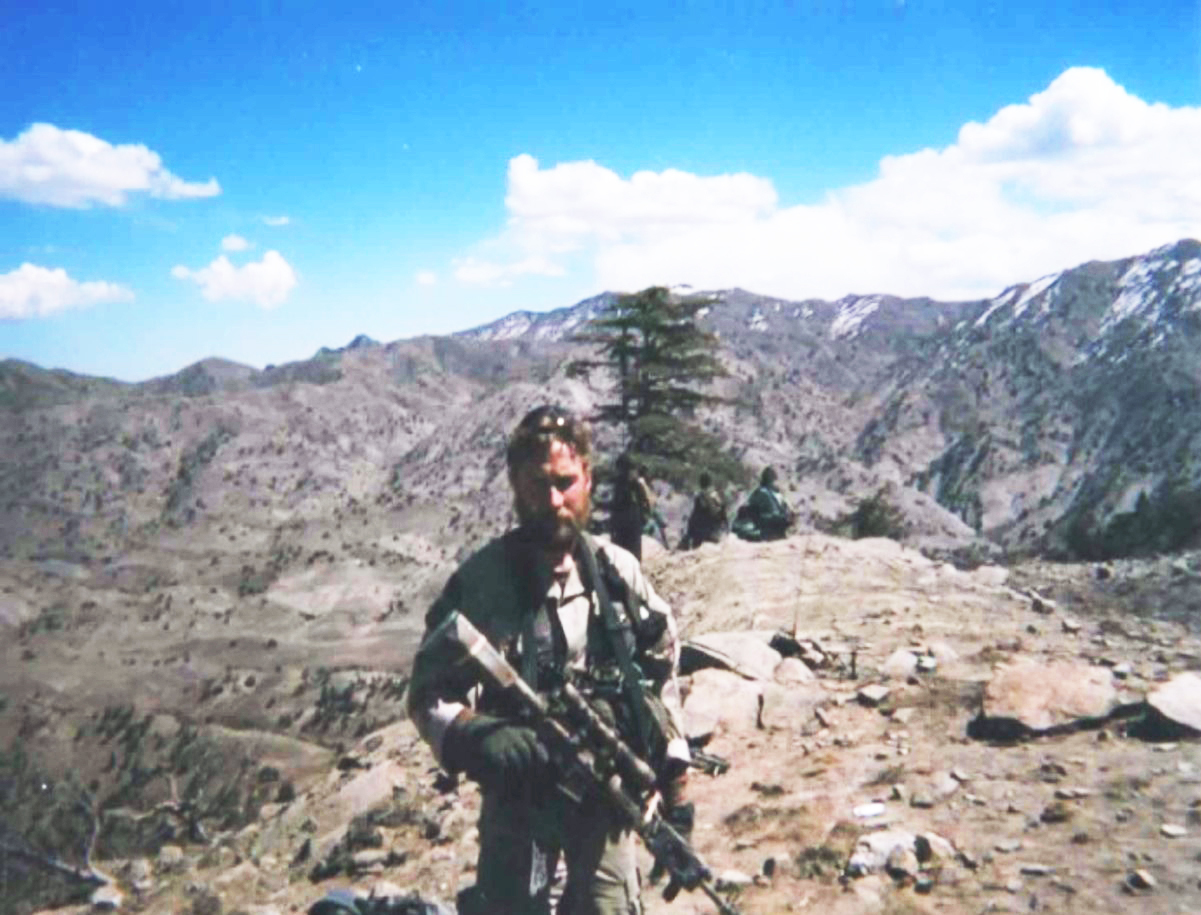
Слабински на хребте Робертса (гора Такур-Гар) в марте 2002 года

В 1990—1993 годах Слабински служил в 4-м отряде SEAL (англ. SEAL Team FOUR), в 1993—2007 годах — в 6-м отряде SEAL, в 2006—2008 годах — командир-мастер-чиф 2-й эскадры тактического развития и оценки специальных средств войны флота (англ. Naval Special Warfare Tactical Development and Evaluation Squadron TWO). Также он занимал в 2008—2010 годах пост старшего советника Совместного командования в Вашингтоне и командира 2-й группы специальных средств войны флота (англ. Naval Special Warfare Group TWO) в 2010—2012 годах. В частности, служил капитаном в «голубой роте» (англ. Blue Company) 6-го отряда SEAL.
Слабински отправлялся девять раз в командировки за границу и 15 раз на передовую, участвуя в войне против терроризма. В частности, участвовал в операции «Несокрушимая свобода» в Афганистане и в войне в Ираке. В отставку вышел в июне 2014 года, прослужив 25 лет: перед отставкой занимал пост начальника программы обеспечения безопасности и анализирования специальных средств войны флота.
По словам Слабински, за время его службы оперативники Team 6 «четыре или пять раз» по ошибке убивали гражданских лиц в Афганистане, а однажды Слабински обвиняли в том, что он приказал якобы убить всех мужчин в деревне, что сам солдат отрицал. Также во время одного из рейдов он стал свидетелем того, как кто-то из молодых оперативников резал глотку убитому талибу, и наорал на сослуживца. Оперативника выслали обратно в Штаты, а Слабински отчитал всех своих бойцов за то, что они не подчиняются регламенту начала боестолкновения.

## Награды
|                                       |                                       |                                 |
|                                       |                                       |                                 |
|                                       |                                       | Бронзовый пучок дубовых листьев |
| Золотая звезда повторного награждения | Бронзовый пучок дубовых листьев       |                                 |
| Золотая звезда повторного награждения | Золотая звезда повторного награждения | Бронзовая звезда за службу      |
|                                       |                                       | Бронзовая звезда за службу      |
| Бронзовая звезда за службу            |                                       |                                 |
|                                       |                                       |                                 |
|                                       | Серебряная звезда за службу           |                                 |
|                                       |                                       |                                 |
|                                       |                                       |                                 |
|                                       |                                       |                                 |

| Эмблема | Эмблема войск специального назначения                                      | Эмблема войск специального назначения                                                 | Эмблема войск специального назначения                                               |
| 1-й ряд |                                                                            | Медаль Почёта                                                                         |                                                                                     |
| 2-й ряд | Медаль военно-морского флота и Корпуса морской пехоты                      | Бронзовая Звезда с значком «V» и четырьмя золотыми звёздами                           | Медаль Министерства обороны «За похвальную службу» с одним бронзовым дубовым листом |
| 3-й ряд | Медаль Вооружённых сил «За похвальную службу» со звездой                   | Похвальная медаль Объединённого командования с дубовым листом                         | Медаль Объединённого командования «За успехи»                                       |
| 4-й ряд | Медаль военно-морских сил «За успехи» со звездой                           | Боевая ленточка со звездой                                                            | Президентская благодарность подразделению ВМС с одной бронзовой звездой             |
| 5-й ряд | Похвальная благодарность части ВМС                                         | Медаль «За безупречную службу» ВМС США с одной серебряной и двумя бронзовыми звёздами | Медаль «За службу национальной обороне»                                             |
| 6-й ряд | Медаль экспедиционных вооружённых сил со звездой                           | Медаль «За кампанию в Афганистане» с тремя звёздами                                   | Медаль «За Иракскую кампанию» с двумя звёздами                                      |
| 7-й ряд | Медаль «За службу в экспедиционных войсках глобальной войны с терроризмом» | Медаль «За участие в глобальной войне с терроризмом»                                  | Медаль «За службу в вооружённых силах»                                              |
| 8-й ряд | Медаль «За гуманитарную помощь»                                            | Лента службы на море за развёртывание с серебряной звездой                            | Медаль ООН                                                                          |
| 9-й ряд | Медаль НАТО за бывшую Югославию                                            | Медаль эксперта по стрельбе из винтовки ВМС                                           | Медаль эксперта по стрельбе из пистолета ВМС                                        |
| Эмблема | Значок парашютиста ВМС                                                     | Значок парашютиста ВМС                                                                | Значок парашютиста ВМС                                                              |
| Эмблема | Золотой значок ВМС COMMAND MASTER CHIEF                                    | Золотой значок ВМС COMMAND MASTER CHIEF                                               | Золотой значок ВМС COMMAND MASTER CHIEF                                             |

- Шесть золотых служебных нашивок[англ.]*.

## Представление к награде

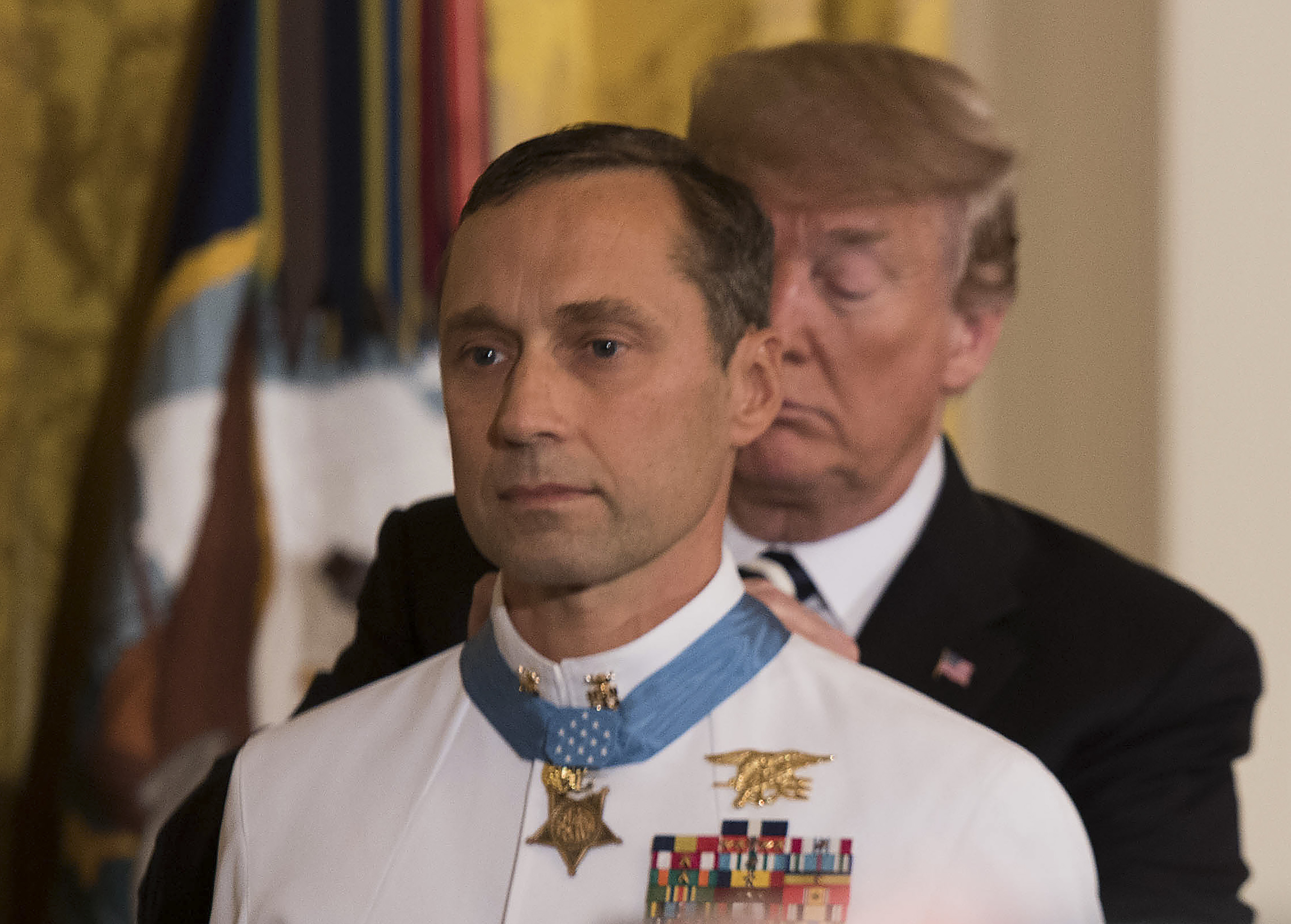
Награждение Слабински Медалью Почёта из рук Президента США Дональда Трампа в 2018 году

В марте 2002 года американцы попали в засаду, переросшую в боестолкновение с талибами, ставшее одним из самых кровопролитных в ходе войны в Афганистане. Слабински был награждён медалью Почёта, хотя изначально был представлен к Кресту Военно-морских сил. В 2018 году медалью почёта также был награждён посмертно сержант Джон Чепмен, который в ходе боя начал продвигаться к позициям противника.

Бритт Слабински
Старший чиф-петти-офицер ВМС США
За перечисленные ниже заслуги
За выдающиеся храбрость и бесстрашие, проявленные с риском для жизни и по зову долга во время службы в Объединённых силах в рамках поддержки операции НЕСОКРУШИМАЯ СВОБОДА. На рассвете 4 марта 2002 года командир-оператор сил специального назначения Слабински возглавлял разведывательную группу на вверенном ему участке на высоте 10 тысяч футов на снежной местности. Вертолёт, с которого они высаживались, был неожиданно подбит в результате попадания реактивной противотанковой гранатой и ведения пистолетного огня с ранее не замеченных позиций противника. Из накренившегося вертолёта выпал один из оперативников, прежде чем пилоты вынуждены были совершить жёсткую посадку в долине внизу. Командир Слабински немедленно собрал оставшихся пятерых членов команды и приказал готовиться к штурму, чтобы спасти попавшего в беду сослуживца. Во время вылазки команда была обстреляна с трёх сторон: один боец стал двигаться в сторону вражеской позиции. Позабыв о собственной безопасности, командир Слабински двинулся навстречу вражескому огню к своему сослуживцу. Вместе они бесстрашно взяли штурмом и зачислили первую огневую точку, которую обнаружили. Позже противник открыл плотный автоматический огонь со второй укреплённой позиции всего в 20 метрах. Командир Слабински снова бросился на смертоносную очередь, лично взяв вторую укреплённую позицию и перейдя с дальнего боя в яростный бой на короткой дистанции. Близость противников исключала возможность использования поддержки с воздуха, и после того, как были выведены из строя несколько бойцов, ситуация стала катастрофической. Командир Слабински перевёл свой отряд на более защищённую позицию, приказал нанести удары с воздуха по точке, находящейся достаточно близко к позиции его людей, и запросил подкрепления. С наступлением рассвета под точным миномётным огнём противника команда вынуждена была отступить и спуститься по гладкому склону. Командир Слабински вынес серьёзного раненого сослуживца, пройдя по глубокому снегу, и вывел прошёл по сложному маршруту по крутой поверхности, одновременно призывая обстреливать противника, который атаковал его команду с окружавших её позицию хребтов. В течение следующих 14 часов Слабински свёл потери к минимуму и продолжал бой с врагом, пока высота не была зачищена, а его команду не эвакуировали. За свою несомненную отвагу, смелую инициативу, лидерские качества и преданность службе командир Слабински оправдал большое доверие к себе и поддержал высочайшие традиции военно-морских сил США.
Оригинальный текст (англ.)Britt Slabinski
Senior Chief Petty Officer, United States Navy
For Services as Set Forth in the Following
For conspicuous gallantry and intrepidity at the risk of his life above and beyond the call of duty while assigned to a Joint Task Force in support of Operation ENDURING FREEDOM. In the early morning of 4 March 2002, Senior Chief Special Warfare Operator Slabinski led a reconnaissance team to its assigned area atop a 10,000-foot snow-covered mountain. Their insertion helicopter was suddenly riddled with rocket-propelled grenades and small arms fire from previously undetected enemy positions. The crippled helicopter lurched violently and ejected one teammate onto the mountain before the pilots were forced to crash land in the valley far below. Senior Chief Slabinski boldly rallied his five remaining team members and marshalled supporting assets for an assault to rescue their stranded teammate. During reinsertion the team came under fire from three directions, and one teammate started moving uphill toward an enemy strongpoint. Without regard for his own safety, Senior Chief Slabinski charged directly toward enemy fire to join his teammate. Together, they fearlessly assaulted and cleared the first bunker they encountered. The enemy then unleashed a hail of machine gun fire from a second hardened position only twenty meters away. Senior Chief Slabinski repeatedly exposed himself to deadly fire to personally engage the second enemy bunker and orient his team's fires in the furious, close-quarters firefight. Proximity made air support impossible, and after several teammates became casualties, the situation became untenable. Senior Chief Slabinski maneuvered his team to a more defensible position, directed air strikes in very close proximity to his team's position, and requested reinforcements. As daylight approached, accurate enemy mortar fire forced the team further down the sheer mountainside. Senior Chief Slabinski carried a seriously wounded teammate through deep snow and led a difficult trek across precipitous terrain while calling in fire on the enemy, which was engaging the team from the surrounding ridges. Throughout the next 14 hours, Senior Chief Slabinski stabilized the casualties and continued the fight against the enemy until the hill was secured and his team was extracted. By his undaunted courage, bold initiative, leadership, and devotion to duty, Senior Chief Slabinski reflected great credit upon himself and upheld the highest traditions of the United States Naval Service.

## Личная жизнь
У Слабински есть сертификат парамедика. Работает консультантом в корпорации. Есть сын Брайс (р. 1996), также дослужившийся до «орла» в скаутском движении и окончивший университет штата Огайо.
Весной 2019 года в журнале Hallowed Ground, издаваемом American Battlefield Trust, вышла статья Слабински о его визите в Национальный военный парк Фредериксбурга и Спотсильвании.